# Rødovre (dokumentarfilm)
|  | Denne artikel er oprettet af botten Steenthbot ud fra en ekstern database. Den kan derfor have sproglige fejl eller mangler. Denne skabelon kan fjernes efter kontrol af indholdet. |

Rødovre er en dansk dokumentarisk optagelse fra 1948.

## Handling
Et byportræt af Rødovre. Et af kommunens nyeste boligkvarterer, frit og luftigt, ligger på Tårnvej. Kommunens østgrænse er ved Damhussøen. Beboelseskvarterene Doktorhaven på Elvergårdsvej og Horsevænget. Vej- og anlægsarbejde omkring det gamle Torbenhus og de nye beboelsesejendomme.